# Billericay
Billericay es un municipio perteneciente al Distrito de Basildon en el condado de Essex, al este de Inglaterra, en Reino Unido. Su población representa a la clase social más alta del distrito, trabajan en gran parte en el sector servicios desplazándose diariamente muchos de ellos a Londres a través del ferrocarril hasta la estación de Liverpool Street. Es por tanto casi un feudo de los Conservadores (Tories).
Billericay en español se pronuciaría "bi_lá_ri_qui."
Billericay tiene una población de unos 40.000 habitantes.

## Geografía
- Altitud: 76 metros.
- Latitud: 51° 37' N
- Longitud: 0° 25' E

## Historia
Existen evidencias y hallazgos de las edades del Bronce y del hierro encontradas en el bosque de Norsey. Los historiadores romanos llamaban a los habitantes de estas tierras de Essex "Trinovantes" y decían que estaban acaudillados por la reina "Boudica", la cual plantó batalla a las legiones romanas.
Parece ser que hubo un asentamiento romano en la zona como lo demuestran los múltiples hallazgos que se encuentran hoy en el museo arqueológico.
Los Sajones ocuparon estas tierras hacia el año 975, llegando a formar una importante villa. 
Después vendría la conquista Normanda y desde el año 1066 perteneció al obispado de Essex. El nombre de Billericay, proviene de esta época y fue evolucionando desde el primitivo "Billerica" hasta su nombre actual.
El hecho más notable desde el punto de vista histórico se produjo el 28 de junio de 1381, donde resultaron muertos más de 500 rebeldes en la revuelta más importante del final de la Edad Media conocida como La Revuelta de los Campesinos (The Peasant´s Revolt), producida por la imposición de impuestos al campesinado para financiar la “Guerra de los Cien Años”, tras la desolación del campo que había dejado la Peste Negra, sobre todo la mano de obra.
Los Primeros Peregrinos o Pilgrims Fathers (“ puritanos” por motivos religiosos) que colonizaron América del Norte en el Mayflower estuvieron reunidos en Billericay antes de dirigirse a Plymouth para iniciar la travesía. Uno de ellos era de una vecina localidad a Billericay. Muchos nombres en la actualidad de locales públicos o empresas nos recuerdan este hecho.
La casa donde estuvieron reunidos, de 1620, se conserva hoy en día aunque ahora es un delicioso pub, que se encuentra en la calle principal.
Posee un hospital del siglo XIX (1840) perteneciente al NHS, especializado en cirugía plástica. (St. Andrews Hospital)

## Ciudades hermanadas
- Fishers, Indiana. EE. UU..
- Billericay, Massachusetts. EE. UU.
- Chauvigny, Vienne. Francia.